# Spadochronowe Mistrzostwa Śląska 2015
Spadochronowe Mistrzostwa Śląska 2015 – odbyły się 27 września 2015 na lotnisku Gliwice. Gospodarzem Mistrzostw był Aeroklub Gliwicki, a organizatorem Sekcja Spadochronowa Aeroklubu Gliwickiego. Patronat nad Mistrzostwami sprawował VII Oddział Związku Polskich Spadochroniarzy w Katowicach. Do dyspozycji skoczków był samolot An-2TD SP-AOB, z pilotami na pokładzie Jackiem Niezgodą i Tomaszem Jackiewiczem. Skoki wykonywano z wysokości 1000 m i opóźnieniem 0–5 sekund. Spadochronowym Mistrzom Śląska 2015 nagrody wręczał i składał gratulacje Prezes Aeroklubu Gliwickiego Bogdan Traczyk oraz Prezes VII Oddziału ZPS w Katowicach Kazimierz Stępniewski.

## Rozegrane kategorie
Mistrzostwa rozegrano w trzech kategoriach celności lądowania:
- Spadochronów klasycznych
- Spadochronów szybkich
- Spadochronów szkolnych.

## Kierownictwo Mistrzostw
- Sędzia Główny Mistrzostw: Ryszard Koczorowski
- Kierownik Sportowy: Jan Isielenis.

Źródło:.

## Medaliści
Medalistów Spadochronowych Mistrzostw Śląska 2015 podano za: Jan Isielenis, Archiwum Sekcji Spadochronowej Aeroklubu Gliwickiego, 2015, s. 1–3.
| Konkurencja           | Złoto             | Srebro          | Brąz                |
| Spadochrony klasyczne | Jan Mach          | Jan Isielenis   | Józef Łuszczki      |
| Spadochrony szybkie   | Tymoteusz Tabor   | Mariusz Bieniek | Krzysztof Zieliński |
| Spadochrony szkolne   | Aleksander Piecha | Adam Bernacki   | Jarosław Deręcz     |

## Wyniki
Wyniki Spadochronowych Mistrzostw Śląska 2015 podano za: Jan Isielenis, Archiwum Sekcji Spadochronowej Aeroklubu Gliwickiego, 2015, s. 1–3.
W Mistrzostwach brało udział 23 zawodników  Polska.

### Klasyfikacja indywidualna (celność lądowania – spadochronyklasyczne)

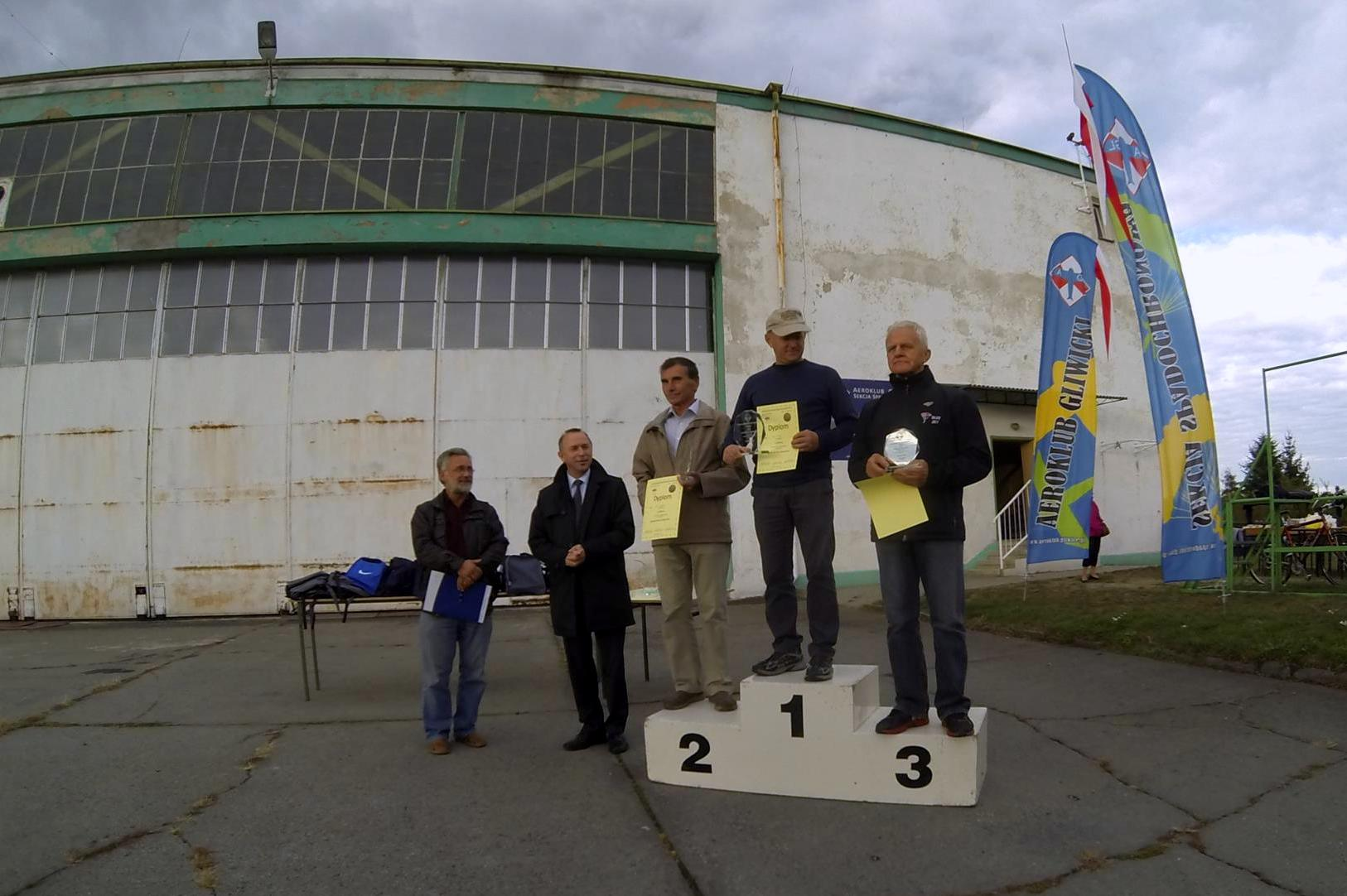
Zwycięzcy w kategorii – spadochrony klasyczne

| Miejsce | Imię i nazwisko | Nota łączna | Drużyna           |
| 1.      | Jan Mach        | 5 cm        | Kraków            |
| 2.      | Jan Isielenis   | 116 cm      | Aeroklub Gliwicki |
| 3.      | Józef Łuszczki  | 244 cm      | Kraków            |
| 4.      | Danuta Polewska | 300 cm      | Aeroklub Gliwicki |
| 5.      | Marcin Willner  | 300 cm      | Aeroklub Gliwicki |

### Klasyfikacja indywidualna (celność lądowania – spadochronyszybkie)

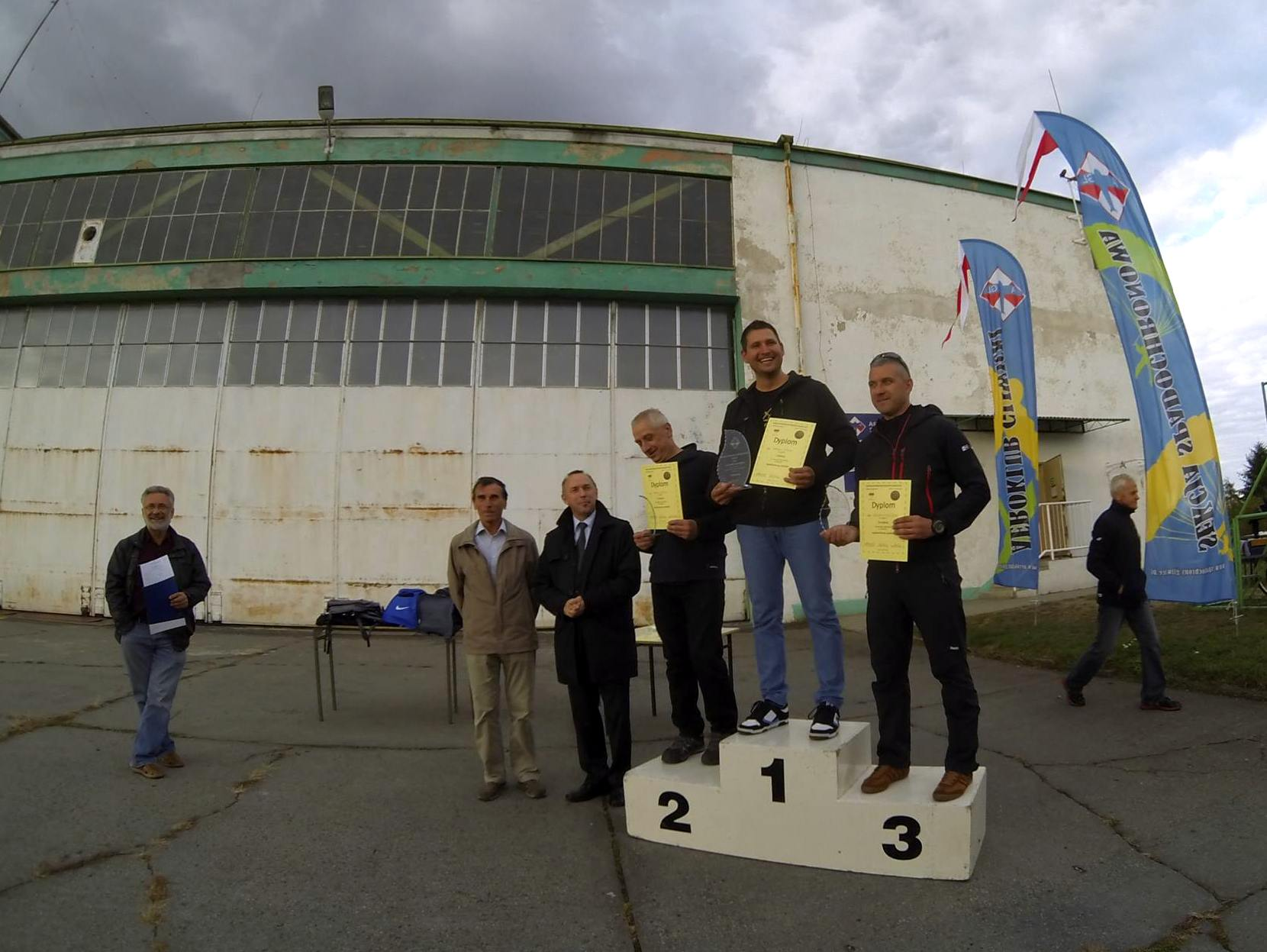
Zwycięzcy w kategorii – spadochrony szybkie

| Miejsce | Imię i nazwisko     | Nota łączna | Drużyna           |
| 1.      | Tymoteusz Tabor     | 0,00 m      | Aeroklub Gliwicki |
| 2.      | Mariusz Bieniek     | 2 m         | Aeroklub Gliwicki |
| 3.      | Krzysztof Zieliński | 2,70 m      | 6 bpd             |
| 4.      | Dominik Grajner     | 5,20 m      | Aeroklub Gliwicki |
| 5.      | Mirosław Zakrzewski | 5,25 m      | Aeroklub Gliwicki |
| 6.      | Wojciech Kielar     | 5,40 m      | Aeroklub Gliwicki |
| 7.      | Paweł Mostowski     | 6,90 m      | Aeroklub Gliwicki |
| 8.      | Jacek Huszcza       | 8,20 m      | Opole             |
| 9.      | Jarek Francik       | 10,20 m     | Opole             |
| 10.     | Leszek Tomanek      | 15,95 m     | Aeroklub Gliwicki |
| 11.     | Dariusz Nawacki     | 23,30 m     | Aeroklub Gliwicki |
| 12.     | Rafał Duda          | 28,70 m     | Aeroklub Gliwicki |

### Klasyfikacja indywidualna (celność lądowania – spadochronyszkolne)

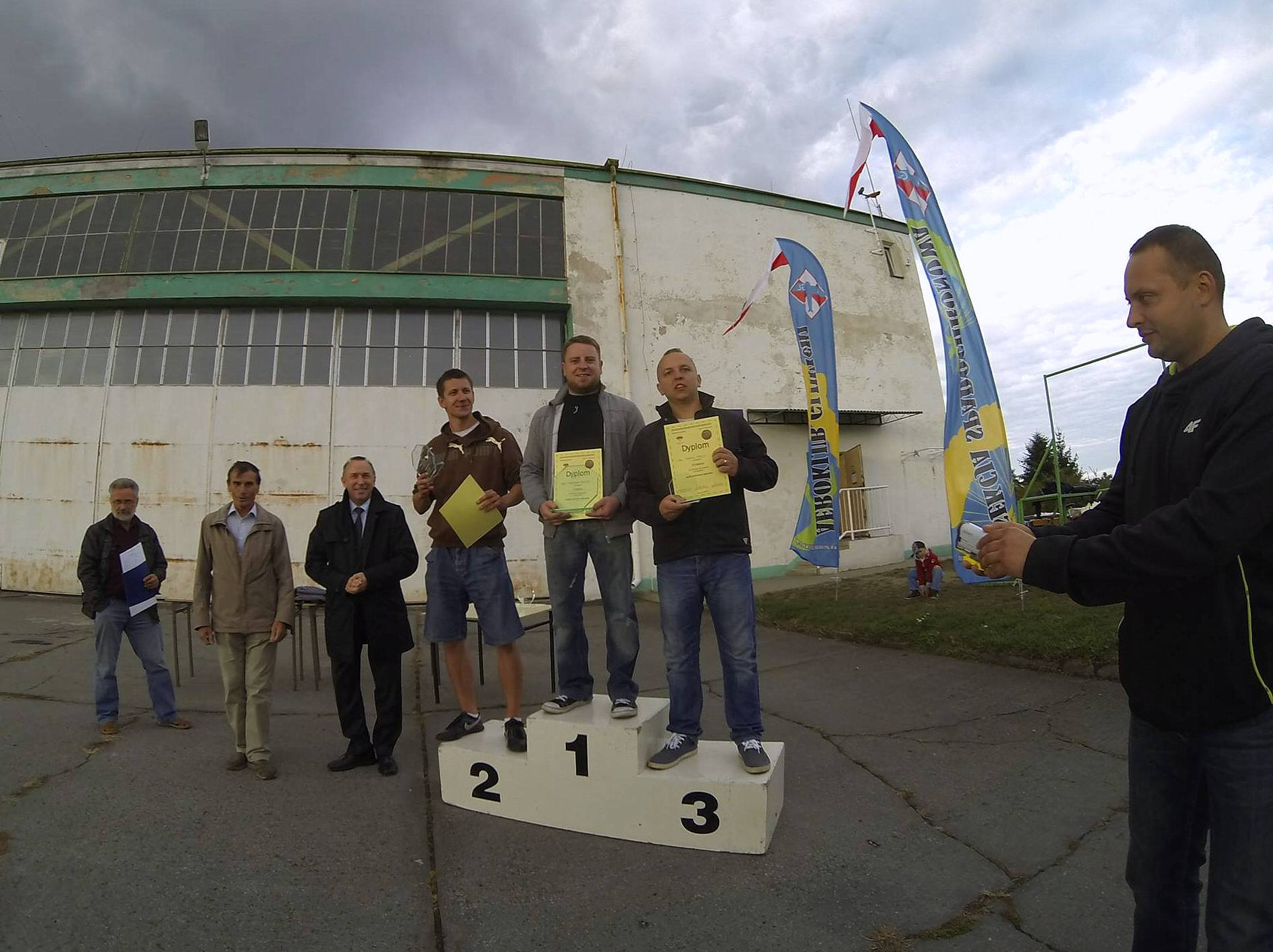
Zwycięzcy w kategorii – spadochrony szkolne

| Miejsce | Imię i nazwisko    | Nota łączna | Drużyna           |
| 1.      | Aleksander Piecha  | 37,0 m      | Aeroklub Gliwicki |
| 2.      | Adam Bernacki      | 95,0 m      | Aeroklub Gliwicki |
| 3.      | Jarosław Deręcz    | 151,0 m     | Aeroklub Gliwicki |
| 4.      | Dariusz Frąc       | 167,0 m     | 6 bpd             |
| 5.      | Jakub Kulawik      | 249,0 m     | Aeroklub Gliwicki |
| 6.      | Cezary Pawlikowski | 229,0 m     | Aeroklub Gliwicki |